# Mosche Kaplinski

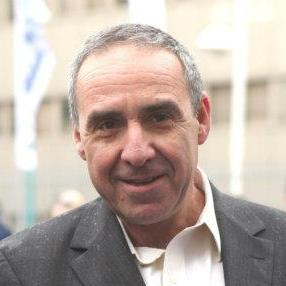
Mosche Kaplinski

Mosche Kaplinski (hebräisch משה קפלינסקי; * 20. Januar 1957 in Gedera) ist ein ehemaliger israelischer Aluf (dt. etwa Generalmajor) und war bis 2007 der stellvertretende Generalstabschef der israelischen Streitkräfte. Er führte seit dem Rücktritt von Dan Chalutz am 17. Januar 2007 kommissarisch die Amtsgeschäfte des Generalstabschefs. Er übergab diesen Posten am 14. Februar 2007 an Gabi Aschkenasi.

## Leben
Zuvor war Mosche Kaplinski Kommandierender General des Zentralkommandos, welches für die besetzten Gebiete des Westjordanlandes zuständig ist. Im August 2002 übernahm er das Kommando von Aluf Jitzchak Eitan.
Kaplinski ist ein Veteran der Golani-Brigade. Seine früheren Verwendungen umfassen u. a. Militärsekretär von Ariel Scharon, in dieser Position wurde er zum Aluf befördert (2001–02), Kommandeur der Galiläa-Division während des israelischen Rückzugs aus dem Libanon im Jahre 2000 und Kommandeur der Golani-Infanteriebrigade (1993–95).
Kaplinski wurde im August 2006 im Zuge des Libanonkrieges dem zuständigen Nordkommando zugeteilt bzw. dem Kommandierenden General Udi Adam vorgesetzt, da der Generalstabschef Dan Chalutz mit Aluf Udi Adam nicht zufrieden war. Chalutz konnte Adam in Zeiten des Krieges nicht einfach entlassen, so berief er ihn von der Front ab und Kaplinski übernahm das vorwärtige Kommando. Dies gilt als eine stille Variante, Adam seines Kommandos zu entheben.
Am 4. Februar 2007 stimmte das israelische Kabinett einstimmig für die Berufung Gabi Aschkenasis zum neuen Generalstabschef der Israelischen Streitkräfte. Daher übergab Kaplinski am 14. Februar die Amtsgeschäfte an Aschkenasi. Den Posten des stellvertretenden Generalstabschefs übergab er am 1. Oktober 2007 an Dan Harel.
Kaplinski hat einen Bachelor of Arts in Wirtschaftswissenschaft der Bar-Ilan-Universität und einen Master of Business Administration der Universität von Tel Aviv. Zudem hat er den US-Army-Offizierskurs absolviert.